# Annandale (Minnesota)
Annandale ist eine Stadt im Wright County, Minnesota, in den Vereinigten Staaten. Im Jahr 2020 hatte der Ort 3330 Einwohner. Er hat eine Fläche von 7,0 km², die ausschließlich aus Landfläche besteht.

## Demografische Daten
Beim United States Census 2000 wurden in Annandale 2684 Einwohner in 1098 Haushalten und 698 Familien gezählt. Die Bevölkerungsdichte betrug 382,4 Einwohner/km². Die Zahl der Wohneinheiten war 1163, das entspricht einer Dichte von 165,7 Wohnungen/km².
Die Einwohner bestanden im Jahre 2000 zu 97,50 % aus Weißen, 0,37 % African American, 0,19 % Native American, 0,26 % Asiaten, 0,30 % stammten von anderen Rassen und 1,38 % von zwei oder mehr Rassen ab. 0,97 % der Bevölkerung gaben beim Census an, Hispanics oder Latinos zu sein.
In 33,1 % der Haushalte lebten Kinder unter 18 Jahren und in 47,6 % der Haushalte lebten verheiratete Paare zusammen, 11,7 % der Haushalte hatten einen weiblichen Haushaltsvorstand ohne anwesenden Ehemann und 36,4 % der Haushalte bildeten keine Familien. 31,4 % aller Haushalte bestanden aus Einzelpersonen und in 17,0 % war jemand im Alter von 65 Jahren oder älter alleinlebend. Die durchschnittliche Haushaltsgröße war 2,39 Personen und die durchschnittliche Familie bestand aus 3,03 Personen.
Von der Einwohnerschaft waren 27,3 % weniger als 18 Jahre alt, 8,5 % entfielen auf die Altersgruppe von 18 bis 24 Jahre, 29,1 % waren zwischen 25 und 44 Jahre alt und 17,9 % zwischen 45 und 64 Jahre. 17,2 % waren 65 Jahre alt oder älter. Das Durchschnittsalter war 34 Jahre. Auf jeweils 100 Frauen entfielen 88,7 Männer; bei den über 18-Jährigen entfielen auf 100 Frauen jeweils 85,0 Männer.
Das Durchschnittseinkommen pro Haushalt betrug 37.929 US-$ und das mittlere Familieneinkommen war 48.667 US-$. Die Männer verfügten durchschnittlich über ein Einkommen von 35.223 US-$, gegenüber 25.161 US-$ für Frauen. Das Pro-Kopf-Einkommen belief sich auf 18.876 US-$. Etwa 9,1 % der Familien und 12,1 % der Bevölkerung lebten unterhalb der Armutsgrenze; dies betraf 17,8 % derer unter 18 Jahren und 12,9 % der Altersgruppe 65 Jahre oder älter.

### Bevölkerungsentwicklung
| 1970  | 1980  | 1990  | 2000  | 2020  |
| ----- | ----- | ----- | ----- | ----- |
| 1.234 | 1.568 | 2.054 | 2.684 | 3.330 |